# جمهوری اول فیلیپین
جمهوری نخست فیلیپین (به لاتین: First Philippine Republic) یک کشور مستقل و کشور سابق در فیلیپین است.